# Anthocharis lanceolata
The Gray Marble (Anthocharis lanceolata) là một loài bướm thuộc họ Pieridae. Nó phân bố ở bờ biển tây của Hoa Kỳ và Canada.